# The Black Goddess Rises
The Black Goddess Rises es un demo publicado en 1992 por Cradle of Filth

## Lista de temas
1. Darkly Erotic - 5:44
2. Dawn Of Eternity (Cover de Massacre) - 6:24
3. Chewing Your Guts - 2:56
4. So Violently Sick - 1:10
5. Funereal - 5:50

## Créditos
- Dani Filth - Voz
- Paul Ryan - Guitarras
- Benjamin Ryan - Teclados
- John Richard - Bajo
- Darren White - Batería